# Crocidura miya
Crocidura miya là một loài động vật có vú trong họ Chuột chù, bộ Soricomorpha. Loài này được Phillips mô tả năm 1929.